# شراکت دو جنتلمن
شراکت دو جنتلمن (به انگلیسی: Two Gentlemen Sharing) یک فیلم سینمایی در ژانر درام بریتانیایی محصول سال ۱۹۶۹ میلادی به کارگردانی تد کاچف که توسط اوان جونز نوشته شده و با بازیگری رابین فیلیپس ، جودی گیسون ، استر اندرسون ، هال فردریک ، نورمن راسینگتون و ریچل کمپسون همراه است. 
هزینه ساخت این فیلم ۳۸۰ هزار پوند است. 

## بازیگران
- رابین فیلیپس درنقش ردی
- جودی گیسون درنقش جین
- استر اندرسون درنقش کارولین
- هال فردریک درنقش اندرو
- نورمن روسینگتون
- ریچل کمپسون درنقش خانم اشبی-کید
- رام جان هولدر درنقش مارکوس
- هیلاری دوایر درنقش اتن
- دیزی مای ویلیامز درنقش آماندا
- فیلیپ استون درنقش پدر ایتن
- السپت مارس به عنوان مادر ایتن
- Avice Landone به عنوان مادر ردی
- دیوید مارکام به عنوان پدر ردی
- Shelagh Fraser به عنوان مادر جین
- ارل کامرون به عنوان پدر جین